# Ivanceanca, Bolgrad
Ivanceanca (în ucraineană Іванчанка, transliterat: Ivanceanka) este un sat în comuna Borodino din raionul Bolgrad, regiunea Odesa, Ucraina.

## Demografie
Componența lingvistică a localității Ivanceanca
     Română (91,48%)
     Ucraineană (2,43%)
     Rusă (1,57%)
     Alte limbi (0,87%)
Conform recensământului din 2001, majoritatea populației localității Ivanceanca era vorbitoare de română (91,48%), existând în minoritate și vorbitori de ucraineană (2,43%) și rusă (1,57%).